# Махдия (вилайет)
Махди́я (араб. ولاية المهدية‎) — вилайет в Тунисе.
- Административный центр — город Махдия.
- Площадь — 2966 км², население — 386 600 человек (2007 год).

## География
На юге граничит с вилайетом Сфакс, на западе с вилайетом Кайруан, на севере с вилайетами Сус и Монастир. На востоке омывается водами Средиземного моря.

## Административное деление
Вилайет Махдия делится на 11 округов:
- Бу-Мердес (Bou Merdes)
- Эш-Шабба (Chebba)
- Шурбан (Chorbane)
- Эль-Джем (El Jem)
- Эссуасси (Essouassi)
- Хебира (Hebira)
- Ксур-Эс-Саф (Ksour Essef)
- Махдия (Mahdia)
- Меллулеш (Melloulèche)
- Улед-Шамех (Ouled Chamekh)
- Сиди-Ульван (Sidi Alouane)